# British Home Championship 1924/25
Die British Home Championship 1924/25 war die 37. Auflage des im Round-Robin-System ausgetragenen Fußballwettbewerbs zwischen den vier britischen Nationalmannschaften von England, Irland (ab 1950/51 Nordirland), Schottland und Wales.
| Pl. | Nationalmannschaft | Sp. | S | U | N | Tore    | Punkte |
| --- | ------------------ | --- | - | - | - | ------- | ------ |
| 1.  | Schottland         | 3   | 3 | 0 | 0 | 008:100 | 06:0   |
| 2.  | England            | 3   | 2 | 0 | 1 | 005:400 | 04:20  |
| 3.  | Wales              | 3   | 0 | 1 | 2 | 002:500 | 01:50  |
| 4.  | Irland             | 3   | 0 | 1 | 2 | 001:600 | 01:50  |

|                                                    |   |            |           |
| 22. Oktober 1924 in Liverpool (Goodison Park)      |   |            |           |
| England                                            | – | Irland     | 3:1 (1:0) |
| 14. Februar 1925 in Edinburgh (Tynecastle Stadium) |   |            |           |
| Schottland                                         | – | Wales      | 3:1 (2:1) |
| 28. Februar 1925 in Swansea (Vetch Field)          |   |            |           |
| Wales                                              | – | England    | 1:2 (1:2) |
| 28. Februar 1925 in Belfast (Windsor Park)         |   |            |           |
| Irland                                             | – | Schottland | 0:3 (0:3) |
| 4. April 1925 in Glasgow (Hampden Park)            |   |            |           |
| Schottland                                         | – | England    | 2:0 (1:0) |
| 18. April 1925 in Wrexham (Racecourse Ground)      |   |            |           |
| Wales                                              | – | Irland     | 0:0       |